# NGC 3442
NGC 3442 é uma galáxia espiral (Sa) localizada na direcção da constelação de Leo Minor. Possui uma declinação de +33° 54' 36" e uma ascensão recta de 10 horas, 53 minutos e 08,0 segundos.
A galáxia NGC 3442 foi descoberta em 25 de Março de 1884 por Édouard Jean-Marie Stephan.